# Peter Flora
Peter Flora (* 3. März 1944 in Innsbruck, Tirol, Österreich) ist ein österreichischer Soziologe, der bis zu seiner Pensionierung im Frühjahr 2009 als Professor an der Universität Mannheim lehrte. Er ist der Sohn des Karikaturisten Paul Flora.

## Akademischer Werdegang
Peter Flora absolvierte Grundschule und Gymnasium in Innsbruck. Mit 21 Jahren nahm er an den Universitäten Tübingen, Berlin und Konstanz das Studium der Soziologie, Politischen Wissenschaft und Statistik auf (1965 bis 1969), das er 1969 (25 Jahre alt) mit dem Konstanzer Magisterexamen abschloss. Seine Magisterarbeit behandelte das Thema Vorschläge zur Bestimmung des Begriffs und zur Untersuchung des Phänomens „Konservatismus“.

### Der Modernisierungsforscher
Seine Assistentenzeit von 1969 bis 1973 absolvierte er an den Universitäten Frankfurt am Main sowie Mannheim bei Wolfgang Zapf, mit dem zusammen er das QUAM-Projekt (Quantitatives Modell der Modernisierung) durchführte. Auf der Basis der in diesem Projekt gesammelten Daten promovierte er 1972 an der Universität Konstanz über das Thema, das ihn ebenso wie seinen Doktorvater Wolfgang Zapf lange Jahre beschäftigen sollte: die Modernisierungsforschung. Die Dissertation erschien 1974 und 1975 in zwei Bänden beim Westdeutschen Verlag.
Als Wolfgang Zapf 1972 einen Ruf auf den Lehrstuhl für Soziologie III der Universität Mannheim annahm, wechselte Peter Flora mit ihm als Assistent nach Mannheim. Zusammen beantragten beide das Projekt über Historical Indicators of the Western European Democracies (HIWED), das von der VolkswagenStiftung gefördert wurde. Dieses Projekt mündete in eine größere Zahl von Vorträgen, Zeitschriften- und Buchbeiträgen, die Arbeitspapierreihe der HIWED-Reports, zwei Dissertationen und schließlich das zweibändige Datenhandbuch State, Economy, and Society in Western Europe 1815–1975, erschienen 1983 und 1987.
Bereits drei Jahre nach der Promotion habilitierte sich Peter Flora 1976 (32-jährig) an der Universität Mannheim mit einer Arbeit über Modernisierung und die Entwicklung der europäischen Wohlfahrtsstaaten. Gutachter waren Wolfgang Zapf und M. Rainer Lepsius.
Noch im selben Jahr 1976 erhielt Peter Flora eine C3-Professor für Soziologie am Forschungsinstitut für Soziologie der Universität zu Köln, wo er bis 1979 lehrte und forschte. Auf das HIWED-Projekt folgte ein von der VolkswagenStiftung gefördertes Projekt zur Errichtung des sogenannten West Europa Daten Archivs (WEDA). Ziel war die Produktion eines historischen Datenhandbuchs über Westeuropa vor dem Hintergrund der Theorie Stein Rokkans und einer Reihe von datengestützten Analysen zur Modernisierung westeuropäischer Gesellschaften, welche die Ideen Rokkans aufgreifen und weiterentwickeln sollten.

### Der Wohlfahrtsstaatsforscher
Schon im HIWED-Projekt spielte die Analyse sozialstaatlicher Umverteilungsprozesse eine zentrale Rolle. Nach Floras Berufung an das Europäisches Hochschulinstitut (European University Institute) in Florenz (Italien) 1979 rückte der Ausbau der westeuropäischen Wohlfahrtsstaaten nach dem Zweiten Weltkrieg in den Vordergrund eines großen komparativen Forschungsprojekts mit dem Titel Growth to Limits: The Western European Welfare States Since World War II. Mit der bewussten Umkehrung des Titels des berühmten Buches Limits to Growth von Donella H. Meadows und Dennis L. Meadows aus dem Jahre 1972 war nicht nur ein publikumswirksamer Aufhänger gefunden, sondern auch die zentrale Hypothese des Projekts formuliert: Mit der Erweiterung des Katalogs der vom Wohlfahrtsstaat abgesicherten Lebensrisiken und der umfassenden Einbeziehung fast aller Bevölkerungsgruppen in die sozialstaatlichen Programme hat der Wohlfahrtsstaat die obere Grenze seiner Ausdehnung erreicht und mündet in eine Phase der Konsolidierung. Zu Floras wichtigstem Mitarbeiter in dem mit Hilfe zahlreicher Doktoranden aus den Mitgliedsländern der Europäischen Union durchgeführten Projekt zählte in Florenz insbesondere Jens Alber, der mit ihm schon im HIWED-Projekt zusammengearbeitet hatte.
1982 folgte Peter Flora einem Ruf der Fakultät für Sozialwissenschaften an der Universität Mannheim, um dort die Nachfolge von M. Rainer Lepsius anzutreten. In seinen Lehrveranstaltungen vertrat er überwiegend die Makrosoziologie und den europäischen Vergleich. Zu seinen zentralen Leistungen zählt aber insbesondere die Institutionenbildung mit dem Aufbau des Mannheimer Zentrums für Sozialwissenschaften.

### Der wissenschaftliche Unternehmer
Flora strebte an, der komparativen Makrosoziologie auf der Basis amtlicher Statistiken eine ähnlich systematische Grundlage zu schaffen, wie sie die vergleichende Umfrageforschung in Gestalt diverser Archive und Summer Schools besaß. Seine Vision war die Errichtung eines Zentrums, das der europäisch-vergleichenden Datenerhebung und -aufbereitung eine dauerhafte Grundlage geben würde. So erarbeitete er federführend den Antrag auf Errichtung des Mannheimer Zentrums für Sozialwissenschaften, welches mit Mitteln der Landesregierung Baden-Württemberg seit 1989 aufgebaut wurde. Von 1989 bis 1993 fungierte Flora als Gründungsdirektor des heutigen Mannheimer Zentrums für Europäische Sozialforschung (MZES) und leistete hier die entscheidende Aufbauarbeit. Schwerpunkte der Organisation betrafen den Aufbau einer Europabibliothek, der EDV-Abteilung und des Europadatenarchivs. Von 1996 bis 1998 bekleidete er in einer zweiten Amtsperiode noch einmal das Amt des Direktors. Das Westeuropa-Datenarchiv (WEDA), später in Forschungsarchiv Eurodata umbenannt, wurde als Infrastrukturabteilung Teil des MZES. In diesem Archiv sollten die Zeitreihendatensammlungen aus dem HIWED- und Growth to Limits-Projekt dokumentiert und fortgeschrieben werden. Gleichzeitig sollte das Archiv Forschungsprojekte am MZES unterstützen. Das Archiv publizierte von 1995 bis 2002/03 einen eigenen Eurodata-Newsletter.
Floras Ziel war die dauerhafte Institutionalisierung einer Sozialstaatsbeobachtung (im Sinne der Sozialberichterstattung). Hierzu waren eine Reihe von Projekten über den westeuropäischen Wohlfahrtsstaat geplant, wie: Fortsetzung des Growth to Limits-Projekts, der Wohlfahrtsstaat verschiedener Sozialkategorien wie der Landwirte (Elmar Rieger), der öffentlichen Bediensteten (Franz Rothenbacher) etc. Ferner wurden vergleichende Projekte beantragt und durchgeführt für ausgewählte Arten sozialstaatlicher Aktivitäten wie Alter und Alterssicherung (Jürgen Kohl) und Familie und Familienpolitik (Peter Flora, Alfred Kahn, Sheila Kamerman). Schließlich sollten die Datenbestände in Form eines Europäischen Sozialatlas auch regionalisiert werden.

### Der Rokkanianer
Zu Floras frühen Zielen gehörte die Herausgabe der Schriften seines Vorbilds, des allzu früh verstorbenen Norwegers Stein Rokkan. Nachdem das Projekt einer Gesamtausgabe sämtlicher Schriften Rokkans fallen gelassen wurde, weil sich die diversen Publikationen z. T. nicht unbeträchtlich überschnitten, machte er sich mit Unterstützung seiner Kollegen Stein Kuhnle und Derek Urwin daran, aus den vorhandenen Rokkanschen Schriften die systematische Essenz dessen europäisch-vergleichender Analysen zu rekonstruieren und im Sinne einer Theorie der europäischen Staaten- und Nationenbildung zu bündeln. Hierzu wurden zunächst alle Publikationen Rokkans gesammelt und eingescannt (heute das Stein Rokkan-Archiv), um daraus ein zusammenfassendes Buch zu erstellen (State Formation, Nation-Building, and Mass Politics in Europe: The Theory of Stein Rokkan. Based on his collected works. Edited by Peter Flora, 1999). Dieses Werk wurde zunächst in englischer Sprache veröffentlicht und dann von Elisabeth Fix ins Deutsche und von Daniele Caramani ins Italienische übersetzt. Die deutsche Taschenbuchausgabe bei Suhrkamp erzielte einen hohen Absatz.

## Lehre, Forschung, Verwaltung/Organisation

### Lehre
In der Lehre widmete sich Peter Flora als Vertreter der Makrosoziologie und der historischen Soziologie insbesondere der komparativen Analyse europäischer Gesellschaften mit dem Schwergewicht auf der historisch-genetischen Analyse. Einzelne Lehrveranstaltungen trugen Titel wie: Sozialstrukturanalyse Europas, Staaten- und Nationenbildung, oder der Europäische Wohlfahrtsstaat.

### Forschung/Forschungsprojekte
Die Liste der von Peter Flora angeregten oder von ihm selbst (mit Mitarbeitern) durchgeführten Forschungsprojekte ist lang.
- Im Übergang von den sechziger zu den siebziger Jahren führte er zusammen mit Wolfgang Zapf an der Universität Frankfurt das QUAM-Projekt (Quantitatives Modell der Modernisierung) durch, aus dem seine Dissertation sowie mehrere vergleichende Analysen in englischer Sprache resultierten.
- Historical Indicators of Western European Democracies (HIWED), noch zusammen mit Wolfgang Zapf beantragt (Ergebnisse: Datenhandbuch, Dissertationen Alber und Kohl, HIWED Working Papers).
- Growth to Limits (Ergebnisse: 3 Bände).
- Family Change and Family Policies in the West (Ergebnisse: 1 Band über die angelsächsischen Länder Canada, New Zealand und United States (Kamerman/Kahn) und weitere Länderstudien über: a. Consociational Democracies: Belgium, Switzerland, The Netherlands. b. France and Southern Europe: France, Greece, Italy, Portugal, Spain. c. Central Europe: Austria, the Germanies, Hungary, Poland. d. Scandinavian Welfare States: Denmark, Finland, Iceland, Norway, Sweden).

### Verwaltung/Organisation
Peter Flora hat im Lauf seiner langen Karriere eine Vielzahl von Meetings und Tagungen organisiert. Eine der für das MZES bedeutendsten war die von ihm organisierte Konferenz The New Europe des Committee on Political Sociology der IPSA und ISA vom 21. bis 23. Februar 1991 am MZES in Mannheim.
An dieser Konferenz nahmen teil: Peter Flora, Shmuel N. Eisenstadt, Juan Linz, Erik Allardt, Richard Rose, Seymour Martin Lipset, Mattei Dogan, Philippe C. Schmitter, Bernd Schulte, Peter Graf von Kielmansegg, Klaus von Beyme, Stein Ugelvik Larsen, Wlodzimierz Wesolowski, M. Rainer Lepsius, Stein Kuhnle, Wolfgang Streeck, Max Kaase, Franz Urban Pappi, Hans-Dieter Klingemann.

## Mitgliedschaften
Von 1979 bis 1982 war Peter Flora Herausgeber der Zeitschrift für Soziologie.
Von 1987 bis 1993 bekleidete er das Amt eines Chairman des Committee on Political Sociology der International Political Science Association (IPSA) und der International Sociological Association (ISA).
Seit 1999 ist Peter Flora Mitglied der Academia Europaea.

## Bedeutung
Peter Flora zählt zu den Vätern der Renaissance der komparativen historischen Soziologie auf der Basis von Makrodaten. In Deutschland hat er entscheidend dazu beigetragen, dass die deutsche Soziologie von der Beschäftigung mit der eigenen Nation in den siebziger Jahren zu einer komparativen und europäischen Perspektive fand. Dem systematischen Gesellschaftsvergleich in historischer Perspektive hat er mit seinen Schriften, mit seinem Wirken in Ämtern der Profession und als akademischer Lehrer sowie mit seiner Pionierrolle bei der Gründung des Mannheimer Zentrums für Europäische Sozialforschung entscheidende Impulse gegeben.

## Werke

### Bücher (Autor, Mitautor)
- Vorschläge zur Bestimmung des Begriffs und zur Untersuchung des Phänomens „Konservatismus“. 2 Teile. Universität Konstanz, Magisterarbeit, 1969.
- Modernisierungsforschung: Zur empirischen Analyse der gesellschaftlichen Entwicklung. Studien zur Sozialwissenschaft, Bd. 20. Opladen: Westdeutscher Verlag, 1974.
- Indikatoren der Modernisierung: Ein historisches Datenhandbuch. Studien zur Sozialwissenschaft, Bd. 27. Opladen: Westdeutscher Verlag, 1975.
- Quantitative Historical Sociology: A Trend Report and Bibliography. Current Sociology (The Hague and Paris: Mouton, 1977) XXIII/2, pp. 1–249.
- State, Economy, and Society in Western Europe 1815–1975: A Data Handbook in two Volumes. Frankfurt, New York: Campus; London: Macmillan Press; Chicago: St. James Press.
  - Volume I: The Growth of Mass Democracies and Welfare States. 1983 (zusammen mit Jens Alber, Richard Eichenberg, Jürgen Kohl, Franz Kraus, Winfried Pfenning, Kurt Seebohm).
  - Volume II: The Growth of Industrial Societies and Capitalist Economies. 1987 (zusammen mit Franz Kraus und Winfried Pfenning).

### Bücher (Herausgeber)
- The Development of Welfare States in Europe and America. New Brunswick, USA und London, UK: Transaction Books, 1981. 6. Paperback Nachdruck 2003 (zusammen mit Arnold Heidenheimer).
- Growth to Limits: The Western European Welfare States Since World War II. 3 Bde. Berlin, New York: Walter de Gruyter.
  - Volume 1: Sweden, Norway, Finland, Denmark. 1986.
  - Volume 2: Germany, United Kingdom, Ireland, Italy. 1986.
  - Volume 4: Appendix (Synopses, Bibliographies, Tables). 1987.
- Social Statistics and Social Reporting in and for Europe. Bonn: Informationszentrum Sozialwissenschaften, 1994. (Europe in Comparison: A Series of Guidebooks for the Social Sciences, vol. 1) (zusammen mit Franz Kraus, Heinz-Herbert Noll und Franz Rothenbacher).
- The State of Social Welfare, 1997: International Studies on Social Insurance and Retirement, Employment, Family Policy and Health Care. International Studies on Social Security, vol. 4. Aldershot: Ashgate, 1998 (Hrsg. zusammen mit Philip R. de Jong, Julian Le Grand, und Jun-Young Kim). Darin „Introduction and Overview“, S. xi–xiv (zusammen mit den anderen Herausgebern).
- Sozialberichterstattung und Sozialstaatsbeobachtung: Individuelle Wohlfahrt und wohlfahrtsstaatliche Institutionen im Spiegel empirischer Analysen. Frankfurt a. M., New York: Campus, 1999 (zusammen mit Heinz-Herbert Noll).
- State Formation, Nation-Building, and Mass Politics in Europe: The Theory of Stein Rokkan. Based on his collected works. Edited by Peter Flora with Stein Kuhnle and Derek Urwin. Oxford: Oxford University Press, 1999.
- Staat, Nation und Demokratie in Europa: Die Theorie Stein Rokkans. Aus seinen gesammelten Werken rekonstruiert und eingeleitet von Peter Flora. Suhrkamp-Taschenbuch Wissenschaft, Bd. 1473. Frankfurt a. M.: Suhrkamp, 2000. Nachdruck 2006 (Übersetzung von State Formation, Nation-Building, and Mass Politics in Europe: The Theory of Stein Rokkan. Based on his collected works aus dem Englischen durch Elisabeth Fix).

### Reihenherausgeber
- Historical Indicators of the Western European Democracies (HIWED). Reports. No. 1–10, 1975–1979. Mannheim: Fakultät für Sozialwissenschaften; Universität zu Köln: Forschungsinstitut für Soziologie.
- Europäische Sozialwissenschaftliche Studien. European Social Science Studies. Frankfurt a. M., New York: Campus. 2 Bände 1982 (Jens Alber) und 1984 (Jürgen Kohl).
- Europe in Comparison: A Series of Guidebooks for the Social Sciences (zusammen mit Heinrich Best). Bonn: Informationszentrum Sozialwissenschaften; Mannheim: Mannheimer Zentrum für Europäische Sozialforschung. Volumes 1–6, 1994–1998.
- EURODATA Newsletter. No. 1–16/17, Spring 1995–Autumn/Spring 2002/2003 (erschien halbjährlich; seit Nr. 12/13, Autumn/Spring 2000/1 jährlich als Doppelnummer) (zusammen mit Franz Kraus und Franz Rothenbacher).
- International Studies on Social Security. Aldershot et al.: Ashgate. Volume 1, 1996– (Chief Series Editor).
- Family Change and Family Policies in the West: A Series of Country Studies and Comparative Analyses Examining Major Changes in the Family and the Broad Spectrum of Family Policies in Western Industrial Society in the Second Half of the Twentieth Century. Oxford: Clarendon Press (zusammen mit Sheila B. Kamerman und Alfred J. Kahn). Volume 1, 1997.
- The Societies of Europe: A Series of Historical Data Handbooks. Houndmills, Basingstoke, Hampshire, UK und New York, USA: Palgrave Macmillan, 2000ff (zusammen mit Franz Kraus und Franz Rothenbacher).
  - Vol. 1: Daniele Caramani, Elections in Western Europe since 1815. 2000. Reprint 2004[2].
  - Vol. 2: Bernhard Ebbinghaus und Jelle Visser, Trade Unions in Western Europe since 1945. 2000. Reprint 2004[3].
  - Vol. 3: Franz Rothenbacher, The European Population 1850–1945. 2002. 3. Reprint 2006[4].
  - Vol. 4: Franz Rothenbacher, The European Population since 1945. 2005. 3. Reprint 2006[5].
  - Vol. 5: Franz Rothenbacher, The Central and East European Population since 1850. 2013[6].

### Zeitschriftenaufsätze, Beiträge in Sammelwerken (Auswahl)
- mit Wolfgang Zapf: Some Problems of Time-series Analysis in Research on Modernization. In: Social Science Information. Bd. 10, Nr. 3, 1971, ISSN 0037-7864, S. 53–102, doi:10.1177/053901847101000304, (Wiederabdruck als Differences in Path of Development: An Analysis for Ten Countries. In: Shmuel N. Eisenstadt, Stein Rokkan (Hrsg.): Building States and Nations. Band 1: Models and Data Resources. Sage Publications, Beverly Hills CA u. a. 1973, ISBN 0-8039-0244-1, S. 161–211; in deutscher Sprache: Zeitreihen als Indikatoren der Modernisierung: Einige Probleme der Datensammlung und Datenanalyse. In: Politische Vierteljahresschrift. Bd. 12, Nr. 1, 1971, S. 29–70, JSTOR:24193999).
- Historische Prozesse sozialer Mobilisierung. Urbanisierung und Alphabetisierung, 1850–1965. In: Zeitschrift für Soziologie. Bd. 1, Nr. 2, 1972, S. 85–117, JSTOR:23834294.
- Ein Exempel aus deutscher Provinz. Replik auf G. Hauck. In: Zeitschrift für Soziologie. Bd. 1, Nr. 4, 1972, S. 379–384, JSTOR:23834317.
- Historical Processes of Social Mobilization, Urbanization and Literacy, 1850–1965. In: Shmuel N. Eisenstadt, Stein Rokkan (Hrsg.): Building States and Nations. Band 1: Models and Data Resources. Sage Publications, Beverly Hills CA u. a. 1973, ISBN 0-8039-0244-1, S. 213–258.
- Die Bildungsentwicklung im Prozess der Staaten- und Nationenbildung. In: Peter Christian Ludz (Hrsg.): Soziologie und Sozialgeschichte. Aspekte und Probleme (= Kölner Zeitschrift für Soziologie und Sozialpsychologie. Sonderheft 16). Westdeutscher Verlag, Opladen 1973, ISBN 3-531-11186-8, S. 194–319.
- A New Stage of Political Arithmetic. In: The Journal of Conflict Resolution. Bd. 18, Nr. 1, 1974, ISSN 0022-0027, S. 143–165, JSTOR:173494.
- mit Jens Alber und Jürgen Kohl: Zur Entwicklung der westeuropäischen Wohlfahrtsstaaten. In: Politische Vierteljahresschrift. Bd. 18, Nr. 4, 1977, S. 707–772, JSTOR:24195584.
- Krisenbewältigung oder Krisenerzeugung? Der Wohlfahrtsstaat in historischer Perspektive. In: Joachim Matthes (Hrsg.): Sozialer Wandel in Westeuropa. Verhandlungen des 19. Deutschen Soziologentages 17.–20. April 1979 im Internationalen Congress Centrum (ICC) in Berlin. Campus, Frankfurt am Main u. a. 1979, ISBN 3-593-32620-5, S. 82–136.
- als Herausgeber: Stein Rokkan †: Eine Familie von Modellen für die vergleichende Geschichte Europas. In: Zeitschrift für Soziologie. Bd. 9, Nr. 2, 1980, S. 118–128, JSTOR:23838234.
- Stein Rokkan-Bibliographie. In: Zeitschrift für Soziologie. Bd. 9, Nr. 2, 1980, S. 129–131, JSTOR:23838235.
- Solution or Source of Crisis? The Welfare State in Historical Perspective. In: Wolfgang J. Mommsen (Hrsg.): The Emergence of the Welfare State in Britain and Germany. 1850–1950. Croom Helm on behalf of the German Historical Institute, London 1981, ISBN 0-7099-1710-4, S. 343–389, (Reprinted edition. ebenda 1983; in deutscher Sprache: Krisenbewältigung oder Krisenerzeugung? Der Wohlfahrtsstaat in historischer Perspektive. In: Wolfgang J. Mommsen (Hrsg.): Die Entstehung des Wohlfahrtsstaates in Großbritannien und Deutschland 1850–1950 (= Veröffentlichungen des Deutschen Historischen Instituts London. Bd. 11). Klett-Cotta, Stuttgart 1982, ISBN 3-12-915010-2, S. 353–398).
- Stein Rokkans Makro-Modell der politischen Entwicklung Europas: Ein Rekonstruktionsversuch. In: Kölner Zeitschrift für Soziologie und Sozialpsychologie. Bd. 33, Nr. 3, 1981, ISSN 0023-2653, S. 397–436.
- mit Arnold J. Heidenheimer: The Historical Core and Changing Boundaries of the Welfare State. In: Peter Flora, Arnold J. Heidenheimer (Hrsg.): The Development of Welfare States in Europe and America. Transaction Books, New Brunswick NJ u. a. 1981, ISBN 0-87855-357-6, S. 17–34, (und öfter).
- mit Jens Alber: Modernization, Democratization, and the Development of Welfare States in Western Europe. In: Peter Flora, Arnold J. Heidenheimer (Hrsg.): The Development of Welfare States in Europe and America. Transaction Books, New Brunswick NJ u. a. 1981, ISBN 0-87855-357-6, S. 37–80 (und öfter).
- From Industrial to Postindustrial Welfare State? In: The Advanced Industrial Societies in Disarray. What are the Available Choices? (= Annals of the Institute of Social Science. Special Issue 1989, ISSN 0563-8054). Institute of Social Science – University of Tokyo, Tokyo 1989, S. 149–162.
- Die Westeuropäische Gesellschaft im Übergang. In: Elfriede Regelsberger, Maurizio Ferrera (Hrsg.), Italien und die Bundesrepublik Deutschland – Antriebskräfte der europäischen Integration. Konferenz des Deutsch-Italienischen Gesprächsforums 1989 (= Deutsch-Italienisches Forum des Instituts für Europäische Politik. Bd. 1). Europa Union Verlag, Bonn 1990, ISBN 3-7713-0379-6, S. 197–207.
- Die soziale Dimension der europäischen Integration: externe Grenzbildung und interne Strukturierung—Zusammenfassung. In: Wolfgang Zapf (Hrsg.): Die Modernisierung moderner Gesellschaften. Verhandlungen des 25. Deutschen Soziologentages in Frankfurt am Main 1990 (= Verhandlungen des Deutschen Soziologentages. Vorträge und Diskussionen. 25). Campus, Frankfurt am Main u. a. 1991, ISBN 3-593-34574-9, S. 357–360.
- Mannheimer Zentrum für Europäische Sozialforschung (MZES). In: Joachim Schild (Hrsg.): Länderforschung, Ländervergleich und Europäische Integration (= Neue Ludwigsburger Beiträge. Bd. 1, ZDB-ID 1425773-7). Deutsch-Französisches Institut, Ludwigsburg 1991, S. 93–98.
- Europa als Sozialstaat? In: Bernhard Schäfers (Hrsg.): Lebensverhältnisse und soziale Konflikte im neuen Europa. Verhandlungen 26. Deutschen Soziologentages in Düsseldorf 1992. Campus, Frankfurt am Main u. a. 1993, ISBN 3-593-34965-5, S. 754–762.
- A System of Socio-Economic Reporting on Europe: Memorandum for the Fifth Framework Programme of the EU. In: EURODATA Newsletter. No. 5, 1997, ISSN 0947-9260, S. 2–7.
- Die Perspektive einer Sozialstaatsbeobachtung. In: Peter Flora und Heinz-Herbert Noll (Hrsg.): Sozialberichterstattung und Sozialstaatsbeobachtung. Individuelle Wohlfahrt und wohlfahrtsstaatliche Institutionen im Spiegel empirischer Analysen (= Soziale Indikatoren. 20). Campus, Frankfurt am Main u. a. 1999, ISBN 3-593-36120-5, S. 29–38.
- Externe Grenzbildung und interne Strukturierung – Europa und seine Nationen. Eine Rokkansche Forschungsperspektive. In: Berliner Journal für Soziologie. Bd. 10, Nr. 2, 2000, S. 151–165, doi:10.1007/BF03204348.

### Arbeiten bzw. Übersetzungen in italienischer, spanischer und japanischer Sprache

#### Italienisch
- Il macro modello sviluppo politico europeo di Stein Rokkan. Rivista Italiana di Scienza Politica X, 3 (1980). Bologna: Soc. Ed. Il Mulino. (Übersetzung von „Stein Rokkans Makro-Modell der politischen Entwicklung Europas: Ein Rekonstruktionsversuch“. Kölner Zeitschrift für Soziologie und Sozialpsychologie 33,3 (1981): 397–436).
- Solutione o fonte di crisi? Il welfare state perspettiva storica. In: Maurizio Ferrera (Hrsg.): Lo stato del benessere: Una crisi senza uscita? Firenze: Le Monnier, 1981, 1–58. (Übersetzung von „Krisenbewältigung oder Krisenerzeugung? Der Wohlfahrtsstaat in historischer Perspektive“. In: Joachim Matthes (Hrsg.): Sozialer Wandel in Westeuropa: Verhandlungen des 19. Deutschen Soziologentages 17.–20. April 1979 im Internationalen Congress Centrum (ICC) in Berlin. Frankfurt a. M., New York: Campus, 1979, 82–136).
- Lo sviluppo del Welfare State in Europa e in America. Bologna: Il Mulino, 1983. [trad. di Sara Emanuelli, Umberto Brindani, Salvatore Lombardo e Sergio Mercuri] – Bologna : Il Mulino, c1983 (stampa 1986) (Übersetzung von „The Development of Welfare States in Europe and America“. New Brunswick, USA und London, UK: Transaction Books, 1981, zusammen mit Arnold Heidenheimer).
- „Stato del benessere“. In: Bedeschi, Giuseppe (director): Enciclopedia delle Scienze Sociali. Volume 1: Abitazione – Civiltà. Roma: Istituto della Enciclopedia Italiana, 1991, 500–513.
- Stein Rokkan: Stato, nazione e democrazia in Europa. Bologna: Il Mulino 2002 (Übersetzung von State Formation, Nation-Building, and Mass Politics in Europe: The Theory of Stein Rokkan. Based on his collected works aus dem Englischen durch Daniele Caramani).

#### Spanisch
- Los Estados Nacionales del Bienestar y la Integración Europea. In: Luis Moreno Fernández (Hrsg.): Política Social y Estado del Bienestar. Madrid: Ministerio de Asuntos Sociales, Centro de Publicaciones, [1995].

#### Japanisch
- State, Economy, and Society in Western Europe 1815–1975. A Data Handbook in two Volumes. Frankfurt a. M.: Campus; London: Macmillan Press; Chicago: St. James Press.
  - Volume I: The Growth of Mass Democracies and Welfare States. 1983 (zusammen mit Jens Alber, Richard Eichenberg, Jürgen Kohl, Franz Kraus, Winfried Pfenning, Kurt Seebohm).
  - Volume II: The Growth of Industrial Societies and Capitalist Economies. 1987 (zusammen mit Franz Kraus und Winfried Pfenning).

### Hektographierte Arbeiten, Anträge, Berichte, Arbeitspapiere
- Historical Indicators of the Western European Democracies (HIWED). Reports. No. 1–10, 1975–1979. Mannheim: Fakultät für Sozialwissenschaften.
  - Report No. 1: Peter Flora, The HIWED-Project: The Handbook, Theoretical Orientations and Statistical Sources. 1975. Mannheim. 121 Seiten.
  - Report No. 2: Peter Flora, Quantitative Historical Sociology. Manuscript for 1975 issue of Current Sociology. Ohne Datum, 1975?. Mannheim. 113, 61 Seiten.
  - Report No. 3: Peter Flora, First Drafts of the Data-Handbook and Bibliography. 1975. Mannheim. 50 Seiten.
  - Report No. 4: Jens Alber, Social Security I: Participants of Social Insurance Systems in Western Europe. 1976. Mannheim. 103 Seiten.
  - Report No. 5: Peter Flora, in collaboration with Jens Alber and Jürgen Kohl, On the Development of the Western European Welfare States. Paper prepared for delivery at Edinburgh IPSA Congress of August 16–21, 1976. 1976. Mannheim. 59 Seiten.
  - Report No. 6: Jürgen Kohl, Elections I: Enfranchisement and Electoral Participation. 1977. Universität Bielefeld und Universität zu Köln: Forschungsinstitut für Soziologie. 86 Seiten.
  - Report No. 7: Peter Flora, Krisenbewältigung oder Krisenerzeugung? Der Wohlfahrtsstaat in historischer Perspektive. Beitrag zum 19. Deutschen Soziologentag in Berlin vom 17. bis 20. April 1979. 1979. Universität zu Köln: Forschungsinstitut für Soziologie. 46, 10 Seiten.
  - Report No. 8: Kurt Seebohm, The Development of Tax Structure in Western Europe 1850–1975. 1977. Universität zu Köln: Forschungsinstitut für Soziologie. 168 Seiten.
  - Report No. 9: Peter Flora, Solution or Source of Crises? The Welfare State in Historical Perspective. (s. a.). Universität zu Köln: Forschungsinstitut für Soziologie. 53, 10 Seiten.
  - Report No. 10: Richard C. Eichenberg, Bureaucracy and Public Employment: Historical Data for the West European Democracies. 1979. Universität zu Köln: Forschungsinstitut für Soziologie. 91 Seiten.

- West Europa Daten Archiv. Western European Data Archive (WEDA). Reports. No. (ohne Nr.). Universität zu Köln: Zentralarchiv für Empirische Sozialforschung.
  - Report No. (ohne Nr.): Population Censuses: Population by Age, Sex and Marital Status (Raw Data) (zusammen mit Winfried Pfenning). 1980. 219 Seiten.
- Bibliographie der Volks- und Berufszählungen in Europa seit 1800. Ohne Datum, um 1975 (zusammen mit Regina Kays). 96 Seiten.

- Modernisierung und die Entwicklung der europäischen Wohlfahrtsstaaten. Habilitationsschrift. Mannheim: Fakultät für Sozialwissenschaften, 1976.
- The European Welfare States and European Integration: Some Lessons from the Theory of European State and Nation-building. Paper for the World Congress of Sociology in Madrid, 9–13 July 1990, Session 6 RC 19 Social Policy and the European Community in the 1990’s, organized by Anne-Marie Guillemard, University Paris. 18 Seiten.
- Abschlussbericht zur Aufbauphase des Mannheimer Zentrums für Europäische Sozialforschung: 1989–1992. Mannheim: Mannheimer Zentrums für Europäische Sozialforschung, 1993.

- Family Change and Family Policies in the West: A Series of Country Studies and Comparative Analyses Examining Major Changes in the Family and the Broad Spectrum of Family Policies in Western Industrial Society in the Second Half of the Twentieth Century. Oxford: Clarendon Press (zusammen mit Sheila B. Kamerman und Alfred J. Kahn).
  - Peter Cuyvers, Anton Kuijsten †, and Hans-Joachim Schulze, Family Change and Family Policies: The Netherlands. To be published in Volume II of the series: Family Change and Family Policies in Consociational Democracies Belgium, Switzerland, and The Netherlands. Oxford: Clarendon Press, 2002. Preprints of the Mannheim Centre for European Social Research No. 1.
  - Thomas Bahle, Birgit Fix, Peter Flora, Franz Kraus, Franz Rothenbacher, Harry Willekens, Family Change and Family Policies: Belgium. To be published in Volume II of the series: Family Change and Family Policies in Consociational Democracies Belgium, Switzerland, and The Netherlands. Oxford: Clarendon Press, 2002. Preprints of the Mannheim Centre for European Social Research No. 2.
  - Torben Fridberg, Family Change and Family Policies: Denmark. To be published in Volume III of the series: Family Change and Family Policies in the Nordic Countries: Denmark, Finland, Iceland, Norway, Sweden. Oxford: Clarendon Press, 2002. Preprints of the Mannheim Centre for European Social Research No. 3.
  - Jon Eivind Kolberg, Family Change and Family Policies: Norway. To be published in Volume III of the series: Family Change and Family Policies in the Nordic Countries: Denmark, Finland, Iceland, Norway, Sweden. Oxford: Clarendon Press, 2002. Preprints of the Mannheim Centre for European Social Research No. 4.
  - Eva M. Bernhardt, Ulla Björnberg, Ann-Zofie Divander, Gudny Björk Eydal, Björn Halleröd, Jonas Hinnfors, Anna-Karin Kollind, Family Change and Family Policies: Sweden. To be published in Volume III of the series: Family Change and Family Policies in the Nordic Countries: Denmark, Finland, Iceland, Norway, Sweden. Oxford: Clarendon Press, 2002. Preprints of the Mannheim Centre for European Social Research No. 5.
  - Matti Alestalo, Virpi Kosunen, Ann Muuri, Irma-Leena Notkola, Riitta Säntti, Pentti Takala, Family Change and Family Policies: Finland. To be published in Volume III of the series: Family Change and Family Policies in the Nordic Countries: Denmark, Finland, Iceland, Norway, Sweden. Oxford: Clarendon Press, 2002. Preprints of the Mannheim Centre for European Social Research No. 6.
  - Beat Fux, Family Change and Family Policies: Switzerland. To be published in Volume II of the series: Family Change and Family Policies in Consociational Democracies Belgium, Switzerland, and The Netherlands. Oxford: Clarendon Press, 2002. Preprints of the Mannheim Centre for European Social Research No. 8.
  - Thomas Bahle, Birgit Fix, Franz Rothenbacher, Family Change and Family Policies: Germany. To be published in Volume V of the series: Family Change and Family Policies in Consociational Democracies Belgium, Switzerland, and The Netherlands. Oxford: Clarendon Press, 2002. Preprints of the Mannheim Centre for European Social Research No. 10.